# 安八町立登龍中学校
安八町立登龍中学校（あんぱちちょうりつ とうりゅうちゅうがっこう）は岐阜県安八郡安八町にある公立の中学校。
校名は、安八町立名森小学校の開校時の校名「登龍義校」に由来する。

## 校区
- 北今ケ渕、南今ケ渕、森部、大森、氷取、大明神、中須、大野外善光、善光、南条、中須、城1～4丁目、牧であり、名森小学校、牧小学校の児童が進学する[2]。

## 沿革
- 1947年（昭和22年）
  - 4月1日 - 安八郡名森村牧村組合立登龍中学校として開校。名森小学校の一部を仮校舎とする。
  - 4月26日 - 授業を開始。
  - 5月5日 - 開校式。
- 1948年（昭和23年）10月1日 - 牧村の馬瀬地区が大垣市に編入される。馬瀬地区の生徒は大垣市立川並中学校[注釈 1]へ転出する。
- 1949年（昭和24年）8月 - 名森小学校の隣地に新築移転。
- 1955年（昭和30年）4月1日 - 名森村と牧村が合併して安八村が発足。同時に安八村立登龍中学校に改称する。
- 1960年（昭和35年）4月1日 - 町制施行し安八町となる。同時に安八町立登龍中学校に改称する。
- 1974年（昭和49年）- 現在地に新築移転。
- 1976年（昭和51年）9月12日 - 台風17号の影響による9.12水害により、校舎1階がほぼ水没する被害を受ける。

## 著名な出身者
- 鈴木歩佳（新体操選手）